# میان‌لایه
در ساختمان رگ‌های خونی،  میان‌لایه (انگلیسی: Tunica media) معمولاً از ماهیچه‌های صاف تشکیل شده که در بین آنها الیاف الاستیک، کلاژن، رتیکولر و پروتئوگلیکان‌ها قرار گرفته‌اند. مواد بین سلولی در دیواره رگ‌ها توسط سلولهای عضله صاف سنتز می‌شود.